# پاتریس لکرنو
پاتریس لکرنو (فرانسوی: Patrice Lecornu‎) (زادهٔ ۲۸ مارس ۱۹۵۸ – درگذشتهٔ ۳ اکتبر ۲۰۲۳) بازیکن سابق و مربی فوتبال اهل فرانسه بود.
از باشگاه‌هایی که در آن بازی کرده بود می‌توان به باشگاه فوتبال نانت و باشگاه فوتبال آنژه اشاره کرد.
وی همچنین در تیم ملی فوتبال فرانسه سابقه بازی داشته است.